# Remelturm
Der Remelturm (auch: Rämelturm) ist ein acht Meter hoher Turm auf 832 m.ü.NN. auf dem Raemelsberg im Gebiet der schweizerischen Gemeinde Kleinlützel (Kanton Solothurn) zwei Meter neben der Landesgrenze zum französischen Wolschwiller (Département Haut-Rhin).
Der Turm wurde 1901 an der Landesgrenze zwischen der Schweiz und dem damaligen Deutschen Reich erstellt. 1830 hatte man an derselben Stelle den Signalpunkt für die schweizerische Landesvermessung etabliert. Während des Ersten Weltkriegs von 1914 bis 1918 wurde der Remelturm als Bewachungsposten verwendet. Die Gegend war sowohl im Ersten wie im Zweiten Weltkrieg ein strategisch zentrales Gebiet, wurden doch dort jeweils vor allem anfangs des Kriegs Angriffe der sich gegenüberstehenden Kriegsgegner Deutsches Reich und Frankreich, unter möglicher Verletzung des Schweizer Territoriums, erwartet.
Der Turm wurde 2005 durch die Bürgergemeinde Kleinlützel saniert, wobei solothurnische Baulehrlinge halfen. Ausserdem unterstützten der Verein Freunde des Remelturms, der Bund, Kantone, Gemeinden und Donatoren das Vorhaben.
Aus Sicherheitsgründen dürfen nur maximal vier Personen auf die Aussichtsplattform. Über 22 Leiterstufen wird diese erreicht.
Von Kleinlützel aus führt eine schmale Bergstrasse bis zur Chremelsmatte. Von dort aus gelangt man in etwa 15 Minuten über Wanderwege zum Aussichtsturm.

Der Remelturm in der Zeit des Ersten Weltkriegs
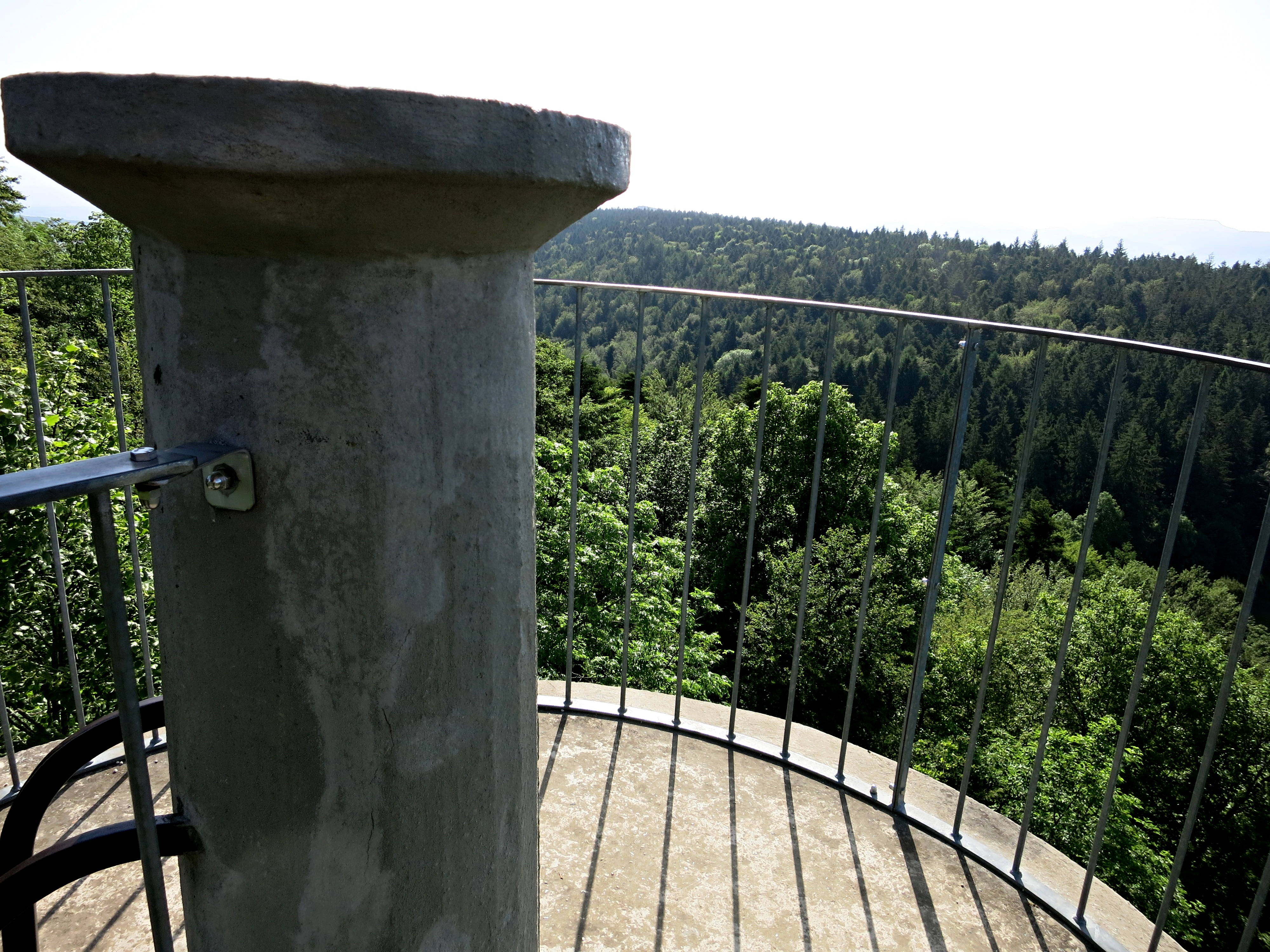
Aussichtsplattform
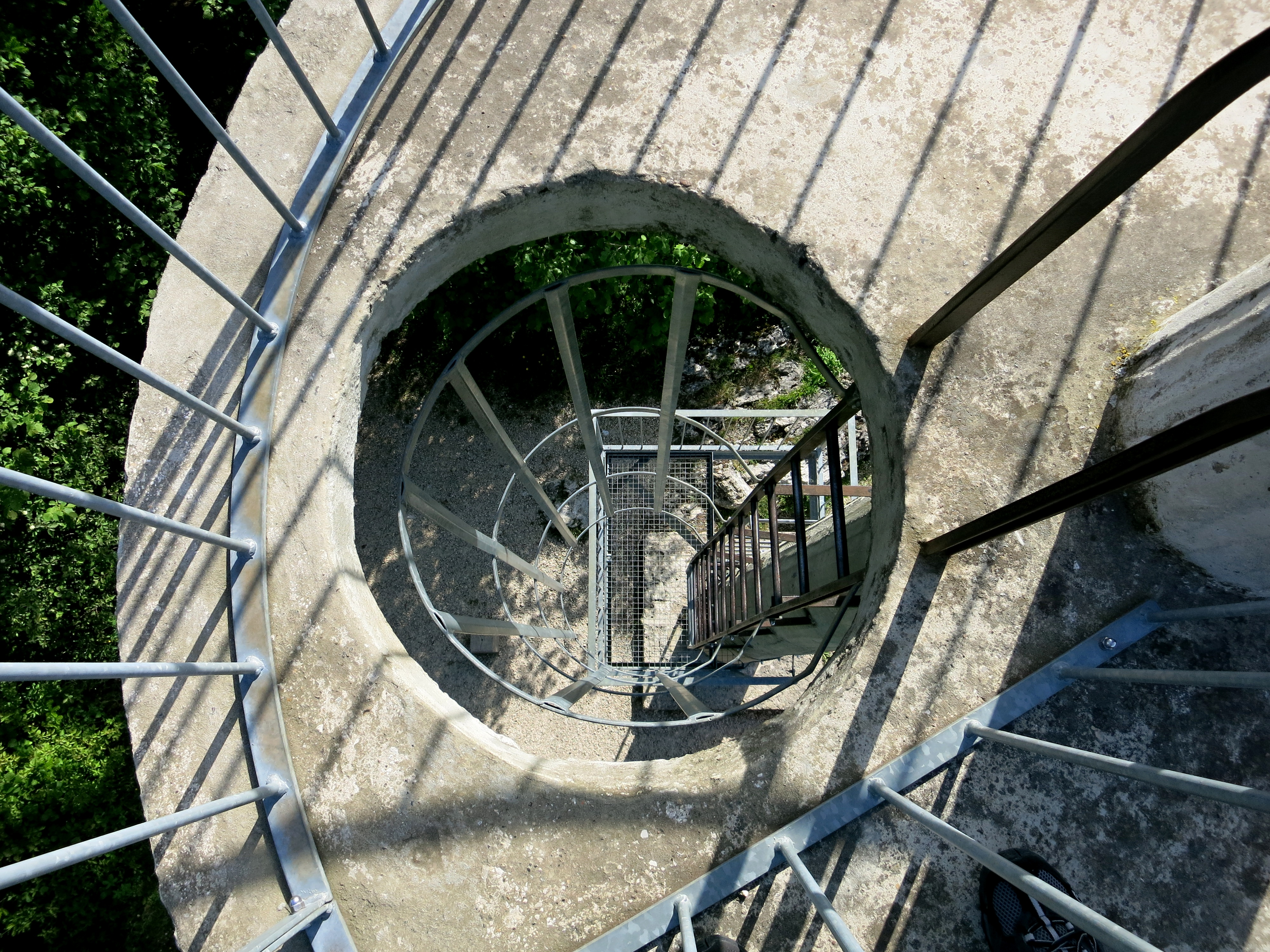
Leiter

## Karte
- Landeskarte 1:25'000 Blatt 1066 Rodersdorf[2]